# Isola Lougheed
L'isola Lougheed è un'isola del Canada.

## Geografia
L'isola Lougheed è una delle moltissime isole dell'arcipelago artico canadese e appartiene amministrativamente alla Regione di Qikiqtaaluk nel Nunavut. Completamente disabitata Lougheed si trova a circa meta strada tra isola di Ellef Ringnes (a nord-est) e l'isola di Melville (a sud-ovest).Con una superficie di 1.308 km² l'isola Lougheed si colloca al 273º posto tra le isole più grandi del mondo.